# 이화령터널
이화령터널(梨花嶺터널)은 충청북도 괴산군 연풍면 행촌리와 경상북도 문경시 문경읍 진안리를 잇는 국도 제3호선의 터널이다. 1994년 12월 민자유치사업으로 두산그룹이 건설하였고 도로운영업체인 새재개발이 관리하였으나, 터널 남쪽으로 중부내륙고속도로 문경새재터널이 개통한 이후 통행량이 급감하여 건설교통부가 새재개발 측에 625억 원이라는 시설대금을 주고 터널을 인수하면서 통행료가 폐지되었다.

## 개요
두산건설이 지분 100%를 투자한 ‘새재개발’이 이화령에 터널을 건설하는 계획을 세운 것은 1993년 가을의 일이다.
새재개발이 터널 건설 계획을 세운 1993년은 아직 '민간투자사업'이라는 제도가 도입되기 전이었다. 따라서 새재개발은 관청에서 직접 건설하지 않는 도로가 따르는 도로법 34조의 ‘비관리청도로사업’에 따라 허가를 받았다. 이는 새재개발이 도로를 건설하여도 그 소유권은 새재개발이 아닌 국가에 기부채납되고, 새재개발은 일정 기간 동안 통행료를 받아 돈을 버는 방식이다. 계획 수립 1년 후, 새재개발은 1994년 12월 5일 부산국토관리청장으로부터 허가를 받고 터널 공사에 들어가게 된다. 투입된 공사비는 총 604억 6천만원, 완공 시점은 1998년 10월이었다.
터널 건설에 앞서, 1994년 8월 사회간접시설 분야에 대한 민간 참여 촉진을 위해 ‘사회간접자본시설에 대한 민간자본유치촉진법'이 제정되고, 그 해 11월 4일 시행된다. 새재개발이 ‘비관리청 도로사업’으로 사업 승인을 받은 것은 그로부터 다시 한 달쯤 지난 12월 5일이다. 이화령터널은 이 법에 해당되지 않는 사업이었지만, 몇 달 후인 1995년 5월 30일 민자사업으로 지정된다.
그러나 이화령터널이 개통된 지 얼마 지나지 않은 2004년 12월, 바로 옆으로 중부내륙고속도로가 건설 및 개통된다. 새재개발은 1994년 9월 작성한 ‘이화령 터널 축조공사 사업계획서’에서 이를 인지하고 있음을 나타냈으나, 이에도 불구하고 하루 교통량 예측 실패로 큰 손실을 입게 된다. 예측상 기준으로는 1999년 하루  2만 7,268대에서 2003년 4만 3,742대로 늘었다가 고속도로 완공 후인 2005년에는 2만 4,950대로 감소하어야 하나, 실제 교통량은 고속도로 개통 이전에도 하루 평균 8천여 대 수준이었고, 고속도로 개통 다음 해인 2005년에는 2,862대로 통행량이 감소한 것이다.
이후 새재개발은 국가를 상대로 시설매수청구소송을 걸었다. 비관리청도로사업은 사업 실패로 인한 위험을 모두 사업자가 안게 되지만, 민자사업은 기업의 손해를 최소화하는 여러 안전장치가 있다. 1998년 10월 19일 부산지방국토관리청과 새재개발이 맺은 ‘이화령 터널 민자유치시설사업 실시협약’의 '정부는 터널의 발생 손실, 부족 운영자금에 대해 보조금을 교부할 수 있고(32조 1항), 새재개발은 사업이 잘 안 될 때 통행료를 올릴 수 있으며(31조 3항), 정부가 약속을 지키지 않을 때 새재개발은 협약을 종료할 수 있고(36조 2항), 그럴 때 정부는 새재개발에 금전적인 보상을 해주고 시설을 떠안아야 한다(36조 3항)'라는 협약서에 근거해 새재개발은 1심에서 승소했고, 2심에서 625억 원에 강제조정을 끌어냈다. 이 때문에 건설교통부는 새재개발이 최초로 요청한 800억 원보다 약 200억 원 적은 625억 원으로 인수하게 되었다. 통행료는 1998년부터  2000년까지는 천원이다가 2000년부터 2007년 7월 31일 까지는 1300원을 받았었다.

## 역사
- 1994년 9월 8일: 도로운영업체인 새재개발을 설립
- 1994년 12월: 착공
- 1998년 10월 20일: 개통
- 2007년 8월 1일: 이화령터널영업소 폐지(현재는 철거되어 검문소만 있다.)[1]

## 같이 보기
- 이화령
- 국도 제3호선
- 국도 제34호선
- 문경새재터널